# سرغينة (السوالم)
سرغينة هو دُوَّار يقع بجماعة امنيع، إقليم سطات، جهة الدار البيضاء سطات في المملكة المغربية. ينتمي الدوّار لمشيخة السوالم التي تضم 13 دوار. يقدر عدد سكانه بـ 680 نسمة حسب الإحصاء الرسمي للسكان والسكنى لسنة 2004.

## روابط خارجية
- البوابة الوطنية للجماعات الترابية نسخة محفوظة 12 مارس 2018 على موقع واي باك مشين.
- المندوبية السامية للتخطيط